# Hersilia australiensis
Hersilia australiensis är en spindelart som beskrevs av Baehr 1987. Hersilia australiensis ingår i släktet Hersilia och familjen Hersiliidae.
Artens utbredningsområde är Northern Territory, Australien. Inga underarter finns listade i Catalogue of Life.